# XHUAM-FM

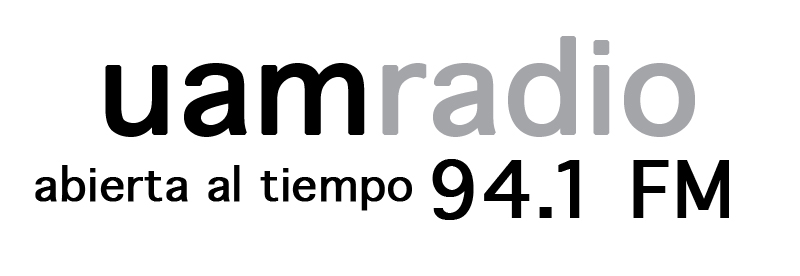

XHUAM-FM 94.1 MHz, UAM Radio es la emisora de radio de la Universidad Autónoma Metropolitana en la Ciudad de México que transmite en la banda de frecuencia modulada con 3 kW de potencia.

## Historia

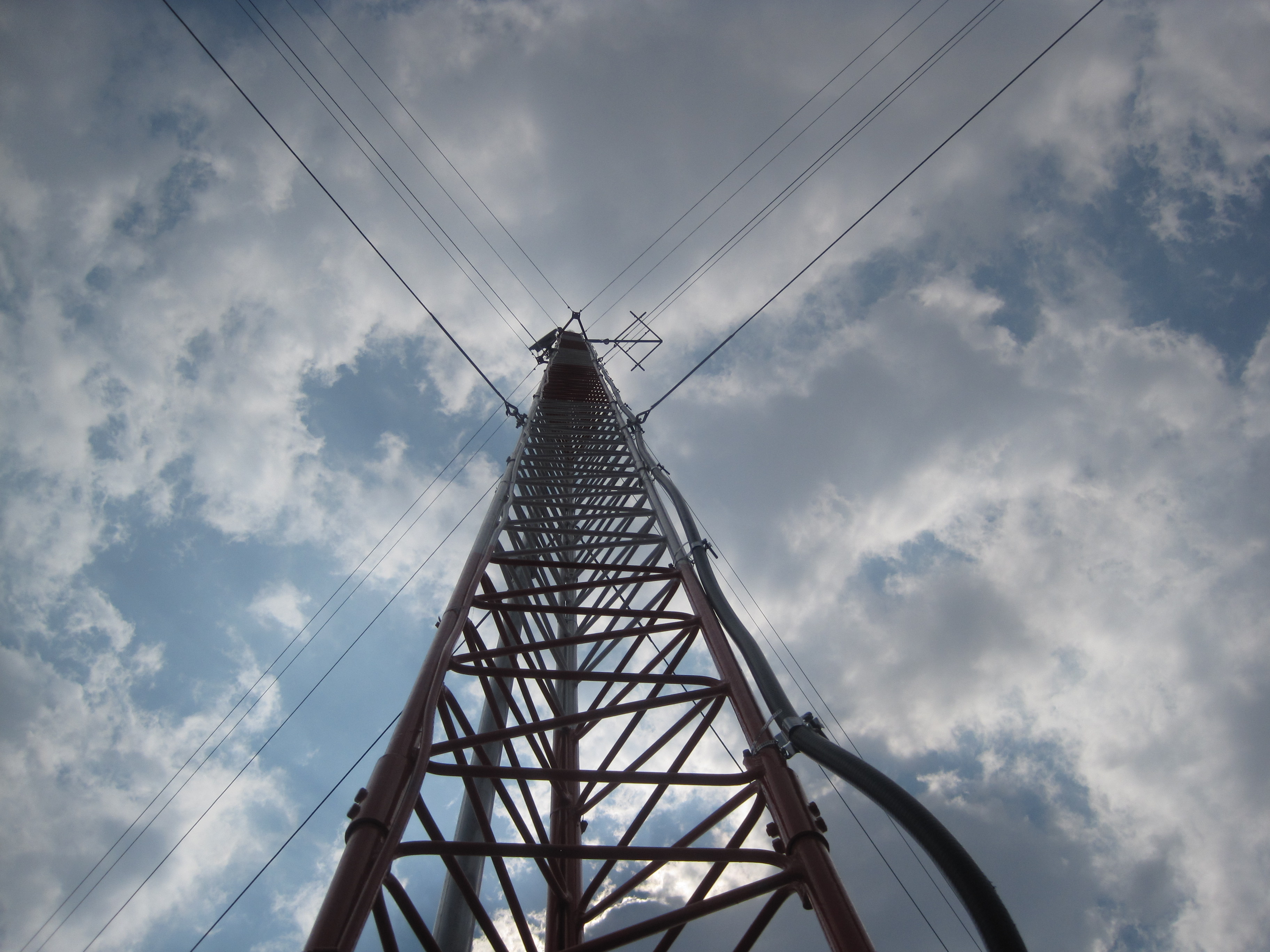
Antena transmisora de XHUAMR-FM.

El 27 de enero de 2010, la Universidad Autónoma Metropolitana (UAM) obtuvo por parte de la Comisión Federal de Telecomunicaciones cinco permisos para operar estaciones de radio de baja potencia en la banda de frecuencia modulada en la Ciudad de México.
Las transmisiones de UAM Radio se realizaron por medio de una red unifrecuencia a través de cinco transmisores distintos los cuales transmitían en los 94.1 MHz de la banda de frecuencia modulada con 0.02 kW de potencia. Cada transmisor tuvo asignado un distintivo específico, de acuerdo a su ubicación: 
- XHUAMR-FM en la Rectoría General de la UAM.
- XHUAMA-FM en la Unidad Azcapotzalco.
- XHUAMC-FM en la Unidad Cuajimalpa.
- XHUAMI-FM en la Unidad Iztapalapa.
- XHUAMX-FM en la Unidad Xochimilco.

A las 6 horas del 11 de marzo de 2011 inició transmisiones con la canción "Confía" de Fito Páez. Su señal se origina en el primer piso del edificio C de la Rectoría General y es emitida simultáneamente en toda la red.
A las 9:50 h el Rector General de la UAM, Dr. Enrique Fernández Fassnacht, declaró inaugurada la estación de radio de la Universidad Autónoma Metropolitana tras afirmar:

No queríamos salir al aire con una estación de radio más entre tantas; y apostamos desde hoy por ello, por una nueva perspectiva de la reflexión, de inteligencia y de la sensibilidad que esperamos que satisfaga a un amplio público. Deseamos ser una estación que tenga su espacio más allá de nuestras unidades y de las preferencias de nuestros alumnos profesores y trabajadores.

En julio de 2017, el Instituto Federal de Telecomunicaciones (IFT) autorizó a la Universidad Autónoma Metropolitana la modificación de las características técnicas de operación de la estación de radiodifusión XHUAMC-FM 94.1 MHz, que consiste en el aumento de 20 a 3,000 watts de potencia radiada aparente utilizando un sistema de antena direccional.
En marzo de 2018, inicia transmisiones la señal de prueba de XHUAM-FM 94.1 MHz con 3 kW de potencia.

## Perfil
La estación busca recuperar géneros radiofónicos, reflejar la heterogeneidad de la población urbana y brindar espacio para instituciones y asociaciones civiles sin acceso a medios de comunicación. Pretende convertirse en una alternativa efectiva que respete el valor cultural y con una dosis de irreverencia y crítica se inserte en la radio metropolitana como medio de contacto entre la Universidad y la población. Su barra musical busca incluir música sin gran difusión, ofreciendo también espacio a los clásicos musicales y las melodías más cercanas de la audiencia, fomentando la escucha y no solo el sentido de «rocola» tradicional de la radio. Además, fomentando una red de intercambio y colaboración entre las radios de servicio público.

## Infraestructura
El sistema de transmisión de UAM Radio es un concepto de audio digital puro; todo el audio es extraído de forma digital continuando de esta forma hasta llegar a cada transmisor. Además, cuenta con un sistema digital de control, supervisión y telemetría para la administración de todos los equipos. Su consola de transmisión es una interfaz digital controlada por computadora que funciona como una matriz distribuida de audio vía IP.